# Hijabista
Als Hijabista (Kofferwort aus hijab und fashionista) wird eine Frau mit muslimischem Glauben bezeichnet, die aus ihrem Kopftuch (Hidschāb) eine Art modisches Accessoire macht. Vor allem in Großbritannien ist dieser Trend weit verbreitet.

## Popularität
Das Thema ist in Deutschland noch vergleichsweise neu, weshalb es noch nicht sehr viele Medienberichte dazu gibt. Beispielsweise gibt es einen Bericht von dem TV-Magazin Puls. Gerade in Ländern wie Großbritannien und Frankreich, aber auch in den Arabischen Emiraten wird die Szene immer bekannter. Es gibt mittlerweile auch einige Hijabista-Models auf den Pariser Laufstegen. Auch woanders haben bereits Zeitungen die Thematik aufgegriffen, dazu gehören Die Welt und das Svenska Dagbladet.

## Diskussion
Der Trend, die Hijab zum Mode-Accessoire zu machen, ist vor allem in der muslimischen Glaubensgemeinschaft stark umstritten, wie so ziemlich das ganze Kleidungs-Thema. Das reicht von der Streitfrage, was denn genau unter einem angemessenen Hijab zu verstehen sei, bis zur Forderung nach dem Tragen einer Abaya (weites Übergewand) oder gar eines Niqab (Gesichtsschleier).